# کوپار آنگس
کوپار آنگس (به انگلیسی: Coupar Angus) یک شهرک در اسکاتلند است که در پرت و کینروس واقع شده‌است. کوپار آنگس ۲٬۲۶۲ نفر جمعیت دارد.